# Грејнџвил (Ајдахо)
Грејнџвил (енгл. Grangeville) град је у америчкој савезној држави Ајдахо.

## Демографија
По попису из 2010. године број становника је 3.141, што је 87 (-2,7%) становника мање него 2000. године.
| Група             | 2000.         | 2010.         |
| Белци             | 3.088 (95,7%) | 2.918 (92,9%) |
| Афроамериканци    | 1 (0,0%)      | 7 (0,2%)      |
| Азијати           | 9 (0,3%)      | 20 (0,6%)     |
| Хиспаноамериканци | 53 (1,6%)     | 114 (3,6%)    |
| Укупно            | 3.228         | 3.141         |